# Самойлов, Евгений Александрович
Евгений Александрович Самойлов (17 апреля 1978, Ленинград) — российский политический деятель, адвокат; депутат Государственной думы (2007—2011), член Совета Федерации Федерального Собрания Российской Федерации от Государственного Совета Республики Коми (2011—2014).

## Биография
В 2000 г. окончил Санкт-Петербургский государственный университет аэрокосмического приборостроения (ГУАП) по специальности «информационные системы в экономике», в 2002 г. — тот же университет по специальности «юриспруденция». В 2004 г. в Санкт-Петербургском университете МВД России защитил кандидатскую диссертацию по юриспруденции.
С 2001 г. работал в ОАО «Холдинговая компания „Ленинец“»: ведущим экономистом, затем — директором по финансам (с 2002 г.), заместителем генерального директора по экономике и финансам (с 2005 г.).
Одновременно с 2007 г. — заместитель главы Северо-Западного координационного совета «Единой России» по работе с молодёжью.
В декабре 2007 г. был избран депутатом Государственной думы Российской Федерации V созыва по федеральному списку кандидатов от Всероссийской политической партии «Единая Россия». Входил в состав фракции «Единая Россия», был членом Комитета Государственной Думы по бюджету и налогам.
В 2011 году был избран в Совет Федерации Федерального Собрания Российской Федерации от Государственного Совета Республики Коми; член Комитета Совета Федерации по бюджету и финансовым рынкам. Покинул Совет Федерации в октябре 2014 года.
19 сентября 2015 года вместе с главой Коми Вячеславом Гайзером был задержан по подозрению в совершении преступлений по статьям 210 (преступное сообщество) и 159 (мошенничество) УК России.
В 2016 году обвинения с Самойлова были сняты. Он стал ключевым свидетелем по «Делу Гайзера». Как установило следствие, Самойлов добровольно покинул преступную группировку в 2013 году, после чего был вынужден передать её членам часть своего имущества на территории республики Коми. Таким образом, по ряду эпизодов дела он был признан потерпевшим.
С 2017 года ведет адвокатскую практику в Адвокатской палате Московской области, Статус адвоката получен 4 апреля 2017 года. Также продолжает деятельность на территории республики Коми.
Проживает в Москве.

### Семья
Женат, воспитывает дочь и двух сыновей

## Награды
- благодарность Правительства Российской Федерации (2009)
- Почётная грамота Государственной Думы ФС РФ (2011)
- благодарность Председателя Государственной Думы ФС РФ (2011).